# Satyrus milada
Satyrus milada är en fjärilsart som beskrevs av Hans Fruhstorfer 1908. Satyrus milada ingår i släktet Satyrus och familjen praktfjärilar. Inga underarter finns listade.